# Hong Chengchou
Hong Chengchou, nome di cortesia Yanyan e nome d'arte Hengjiu, (Liangshan, 1593 – Nan'an, 1665) è stato un politico e militare cinese che prestò servizio sotto le dinastie Ming e Qing.
Dopo aver ottenuto la posizione di jinshi (進士; candidato prescelto) negli esami imperiali del 1616, regnante l'imperatore Wanli, entrò a far parte del servizio civile dei Ming e prestò servizio come funzionario nello Shaanxi. Durante il regno Chongzhen (r. 1627–1644), fu promosso Ministro della guerra e viceré di Suliao (薊遼; un'area che comprendeva parti dell'attuale Shandong, Hebei e Tianjin). Nel 1642 si arrese e disertò all'Impero Qing guidato dai Manciù dopo la sua sconfitta nella battaglia di Songjin. Divenne uno dei principali studiosi-politici Han (cinesi) dell'Impero Qing. Mentre era in carica, incoraggiò i manciù ad adottare la cultura Han e li consigliò su come consolidare il proprio controllo sugli ex-territori dei Ming. A parte Dorgon e Fan Wencheng, Hong Chengchou fu considerato uno dei politici più influenti della prima dinastia Qing. Tuttavia, fu anche maltrattato dai cinesi Han per la sua defezione aio Qing e per la sua soppressione dei Ming Meridionali, una dinastia effimera formatasi dai resti del caduto Impero Ming.

## Vita

### Al servizio dei Ming
Nato nell'attuale villaggio di Liangshan, città di Yingdu, provincia del Fujian (Cina), iniziò la sua carriera sotto l'Impero Ming conducendo campagne militari contro i ribelli che negli anni 1620-1640 imperversavano nelle province settentrionali dell'Impero. Come Yuan Chonghuan, Xu Guangqi, Sun Yuanhua e altri generali Ming, fu anche un importante stratega militare e sostenitore dell'adozione di cannoni europei da parte degli eserciti Ming. Servì come governatore di Shaanxi e Sanbian e fu responsabile del contrasto alle forze ribelli guidate da Li Zicheng. Sconfisse Li Zicheng nella battaglia di Tongguan Nanyuan nel 1638, dopo di che Li è fuggito con solo 18 uomini.
Dopo quella battaglia, Hong Chengchou fu trasferito al confine settentrionale per contrastare le incursioni degli Jurchen Manciù.

### La battaglia del Passo Shanhai

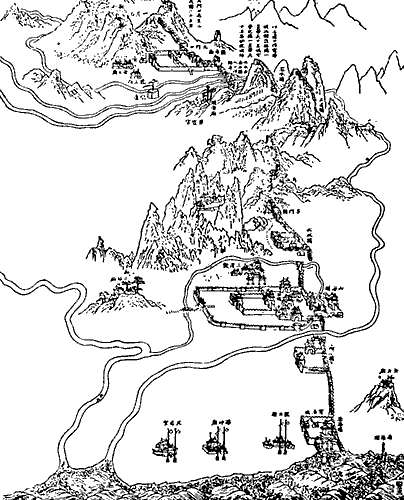
Un'antica stampa cinese che illustra la disposizione delle truppe nella Battaglia del Passo Shanhai.

Le incursioni Qing nel territorio Ming portarono loro tesori, cibo e bestiame, ma le difficoltà logistiche lungo il tortuoso percorso di invasione attraverso i deserti della Mongolia Interna, per aggirare le guarnigioni Ming del Passo Shanhai, Ningyuan e Jinzhou lungo il litorale di Bohai, resero difficile per le forze manciù mantenere le loro conquiste territoriali.
Il corridoio del Passo Shanhai rimase la migliore via di invasione per le forze Qing e quindi l'imperatore Huang Taiji dovette procedere all'attacco delle fortezze Ming che gli sbarravano il passo. La prima fu Jinzhou. Per salvare la fortezza vitale, la corte imperiale Ming inviò un esercito di oltre 130.000 uomini sotto Hong Chengchou. Sfortunatamente, in una serie di scaramucce, le forze Qing assedianti sconfissero l'esercito Ming di soccorso. In primo luogo, la cavalleria Qing irruppe nel granaio dei Ming nella parte posteriore e quando l'esercito Ming si ritirò per aver esaurito il cibo, Huang Taiji ha posto forze di imboscata lungo le loro rotte di ritirata e ha massacrato i soldati Ming nottetempo.
Hong Chengchou si arrese ai Qing nel 1642, dopo essere stato catturato nella battaglia di Songjin. Prima della sua resa, era il governatore generale del nord-est di Zhili e della Penisola di Liaodong. Stava tentando di assistere il generale Ming Zu Dashou, assediato nella città di Jinzhou. Fu incorporato nell'armata manciù entrando nella c.d. "Bandiera bordata a fondo giallo", una delle Otto Bandiere in cui era organizzato l'impero militare manciù. Un falso rapporto sulla sua morte raggiunse il sovrano Ming, Chongzhen, che ordinò la costruzione di un tempio in suo onore.
La cattura di Hong Chengchou fu il terzo grande disastro per l'esercito Ming dall'esecuzione di Yuan Chonghuan e dalla defezione di Geng Zhongming e Shang Kexi alle forze Qing che portò anche all'esecuzione di Sun Yuanhua come capro espiatorio.

### Al servizio dei Qing
Dopo la sua resa, Hong Chengchou fu nominato ufficiale solo dopo che le forze Qing occuparono la capitale imperiale, Pechino, ove l'ex-ribelle Li Zicheng aveva fondato l'effimera dinastia Shun. Nel 1645, Hong Chengchou fu inviato a Nanchino, originario centro di potere della dinastia Ming, con il titolo di Pacificatore di Jiangnan. Il suo vero ruolo nell'esercito era quello di spedire rifornimenti, tuttavia soppresse molti funzionari Ming e membri della famiglia imperiale dei Ming Meridionali, uno stato effimero formato dai resti del caduto Impero Ming.
Hong Chengchou fu più volte accusato di avere rapporti segreti con i superstiti Ming. Nel 1651 fu rimproverato per aver rimandato sua madre nel Fujian e nel 1652 non gli fu permesso di tornare nel Fujian per piangere la morte di sua madre. Sebbene fosse nominato governatore generale delle cinque province di Huguang, Guangdong, Guangxi, Yunnan e Guizhou, il suo vero compito era ancora una volta quello di provvedere all'esercito Qing. Nel 1653, la Corte lo incaricò di riconquistare il sud-ovest marciando contro i Ming Meridionali. Hong, dalla sua sede a Changsha (nell'attuale provincia dello Hunan), mise insieme un esercito che solo nel tardo 1658 avviò una campagna su più fronti per impadronirsi del Guizhou e dello Yunnan. Nel 1659, Hong fu richiamato a Pechino dopo aver rifiutato di premere la guerra nello Yunnan per catturare l'imperatore Yongli, fuggito in Birmania (governata in quel periodo dal re Pindale Min, della dinastia di Toungoo). A Wu Sangui, già luogotenente di Hong e comandante della guarnigione Ming a Ningyuan, fu ordinato di sostituirlo per continuare l'attacco ai lealisti Ming al comando dell'Esercito dello Stendardo Verde.
A Hong Chengchou fu assegnato un grado ereditario minore forse a causa della sfiducia di alcuni ambienti della corte imperiale Qing che lo sospettavano di simpatizzare con i resti Ming. Morì poco dopo aver chiesto il permesso di andare in pensione a causa della vecchiaia e della quasi totale cecità, per cause naturali, a Nan'an (Fujian) nel 1665. La posizione della sua tomba è sconosciuta.